# Bodo Kuhn
Bodo Kuhn (Alemania, 9 de agosto de 1967) es un atleta alemán retirado, especializado en la prueba de 4x400 m en la que, compitiendo con la República Federal Alemana, llegó a ser medallista de bronce olímpico en 1988.

## Carrera deportiva
En los JJ. OO. de Seúl 1988 ganó la medalla de bronce en los relevos 4x400 metros, con un tiempo de 3:00.56 segundos, llegando a meta tras Estados Unidos y Jamaica, siendo sus compañeros de equipo: Edgar Itt, Jörg Vaihinger, Ralf Lübke, Mark Henrich y Norbert Dobeleit.